# 南本德鎮區 (堪薩斯州)
南本德鎮區（英語：South Bend Township）為位在美國堪薩斯州巴頓縣的鎮區。2010年美国人口普查中該鎮區人口有674人。
南本德鎮區於1876年設立。

## 地理
南本德鎮區涵蓋面積92.66平方（35.78平方英里），境內無城鎮設立。

### 溪流
通過此鎮區的溪流有：
- 安蒂洛普溪（Antelope Creek）

## 人口統計
根據2010年美國人口普查，南本德鎮區人口有674人，人口密度為7.28人/平方公里。種族方面，91.25%為白人；0.15%為非裔美洲人；0.59%為美洲原住民；0.15%為亞洲人；0%為太平洋島民；5.19%為其他種族；另外有2.67%為兩個或以上的種族。而西班牙裔美國人或拉丁美洲人佔該鎮區人口的9.35%。

## 外部連結
- USGS Geographic Names Information System (GNIS)（页面存档备份，存于）
- US-Counties.com
- City-Data.com （页面存档备份，存于）